# Lista das eleições presidenciais nos Estados Unidos

## 1789-1792
1789
- Primeira eleição (presidente):

| Candidato         | Partido     | Grandes eleitores | Ref   |
| ----------------- | ----------- | ----------------- | ----- |
| George Washington | Federalista | 69 100%           | [ 1 ] |

- Segunda eleição (vice-presidente):

| Candidato         | Partido               | Grandes eleitores |
| ----------------- | --------------------- | ----------------- |
| John Adams        | Federalista           | 34 49,28%         |
| John Jay          | Federalista           | 9 13,04%          |
| Robert Harrison   | ?                     | 6 8,7%            |
| John Rutledge     | ?                     | 6 8,7%            |
| John Hancock      | ?                     | 4 5,8%            |
| George Clinton    | Democrata-Republicano | 3 4,35%           |
| Samuel Huntington | ?                     | 2 2,9%            |
| John Milton       | ?                     | 2 2,9%            |
| James Armstrong   | ?                     | 1 1,45%           |
| Benjamin Lincoln  | ?                     | 1 1,45%           |
| Edward Telfair    | ?                     | 1 1,45%           |

1792
- Primeira eleição (presidente):

| Candidato         | Partido     | Grandes eleitores | Ref   |
| ----------------- | ----------- | ----------------- | ----- |
| George Washington | Federalista | 132 100%          | [ 2 ] |

- Segunda eleição (vice-presidente):

| Candidato        | Partido               | Grandes eleitores |
| ---------------- | --------------------- | ----------------- |
| John Adams       | Federalista           | 77 58,33%         |
| George Clinton   | Democrata-Republicano | 50 37,88%         |
| Thomas Jefferson | Democrata-Republicano | 4 3,03%           |
| Aaron Burr       | Democrata-Republicano | 1 0,76%           |

## 1796-1800
1796
- Primeira eleição (presidente):

| Candidato        | Partido               | Grandes eleitores | Ref   |
| ---------------- | --------------------- | ----------------- | ----- |
| John Adams       | Federalista           | 71 51,08%         | [ 3 ] |
| Thomas Jefferson | Democrata-Republicano | 68 48,92%         | [ 3 ] |

- Segunda eleição (vice-presidente):

| Candidato         | Partido               | Grandes eleitores |
| ----------------- | --------------------- | ----------------- |
| Thomas Pinckney   | Federalista           | 59 43,07%         |
| Aaron Burr        | Democrata-Republicano | 30 21,9%          |
| Samuel Adams      | Democrata-Republicano | 15 10,95%         |
| Oliver Ellsworth  | Federalista           | 11 8,03%          |
| George Clinton    | Democrata-Republicano | 7 5,11%           |
| John Jay          | Federalista           | 5 3,65%           |
| James Iredell     | Federalista           | 3 2,19%           |
| George Washington | Federalista           | 2 1,46%           |
| Samuel Johnston   | Federalista           | 2 1,46%           |
| John Henry        | Democrata-Republicano | 2 1,46%           |
| Charles Pinckney  | Federalista           | 1 0,73%           |

1800
- Primeira eleição:

| Candidato        | Partido               | Grandes eleitores | Ref   |
| ---------------- | --------------------- | ----------------- | ----- |
| Thomas Jefferson | Democrata-Republicano | 73 52,9%          | [ 4 ] |
| John Adams       | Federalista           | 65 47,1%          | [ 4 ] |

- Segunda eleição:

| Candidato        | Partido               | Grandes eleitores |
| ---------------- | --------------------- | ----------------- |
| Aaron Burr       | Democrata-Republicano | 73 52,9%          |
| Charles Pinckney | Federalista           | 64 46,38%         |
| John Jay         | Federalista           | 1 0,72%           |

## 1804-1820
A 12ª emenda à Constituição modificou as regras eleitorais. Cadae delegado dispõe de dois votos, um para a eleição do presidente, outro para a do vice-presidente. Este sistema evita eleger um presidente e um vice-presidente de partidos diferentes.
1804
- Eleição de presidente:

| Candidato        | Partido               | Grandes eleitores | Ref   |
| ---------------- | --------------------- | ----------------- | ----- |
| Thomas Jefferson | Democrata-Republicano | 162 92,05%        | [ 5 ] |
| Charles Pinckney | Federalista           | 14 7,95%          | [ 5 ] |

- Eleição de vice-presidente:

| Candidato      | Partido               | Grandes eleitores |
| -------------- | --------------------- | ----------------- |
| George Clinton | Democrata-Republicano | 162 92,05%        |
| Rufus King     | Federalista           | 14 7,95%          |

1808
- Eleição de presidente:

| Candidato        | Partido               | Grandes eleitores | Ref   |
| ---------------- | --------------------- | ----------------- | ----- |
| James Madison    | Democrata-Republicano | 122 69,71%        | [ 6 ] |
| Charles Pinckney | Federalista           | 47 26,86%         | [ 6 ] |
| George Clinton   | Democrata-Republicano | 6 3,43%           | [ 6 ] |

- Eleição de vice-presidente:

| Candidato      | Partido               | Grandes eleitores |
| -------------- | --------------------- | ----------------- |
| George Clinton | Democrata-Republicano | 113 64,57%        |
| Rufus King     | Federalista           | 47 26,86%         |
| John Langdon   | Democrata-Republicano | 9 5,14%           |
| James Madison  | Democrata-Republicano | 3 1,71%           |
| James Monroe   | Democrata-Republicano | 3 1,71%           |

1812
- Eleição de presidente:

| Candidato      | Partido               | Grandes eleitores | Ref   |
| -------------- | --------------------- | ----------------- | ----- |
| James Madison  | Democrata-Republicano | 128 58,99%        | [ 7 ] |
| DeWitt Clinton | Coalition             | 89 41,01%         | [ 7 ] |

- Eleição de vice-presidente:

| Candidato       | Partido               | Grandes eleitores |
| --------------- | --------------------- | ----------------- |
| Elbridge Gerry  | Democrata-Republicano | 131 60,37%        |
| Jared Ingersoll | Coalition             | 86 39,63%         |

1816
- Eleição de presidente:

| Candidato    | Partido               | Grandes eleitores | Ref   |
| ------------ | --------------------- | ----------------- | ----- |
| James Monroe | Democrata-Republicano | 183 84,33%        | [ 8 ] |
| Rufus King   | Federalista           | 34 15,67%         | [ 8 ] |

- Eleição de vice-presidente:

| Candidato          | Partido               | Grandes eleitores |
| ------------------ | --------------------- | ----------------- |
| Daniel D. Tompkins | Democrata-Republicano | 183 84,33%        |
| John E. Howard     | Federalista           | 22 10,14%         |
| James Ross         | ?                     | 5 2,3%            |
| John Marshall      | Federalista           | 4 1,84%           |
| Robert G. Harper   | ?                     | 3 1,38%           |

1820
- Eleição de presidente:

| Candidato         | Partido               | Grandes eleitores | Ref   |
| ----------------- | --------------------- | ----------------- | ----- |
| James Monroe      | Democrata-Republicano | 231 99,57%        | [ 9 ] |
| John Quincy Adams | Democrata-Republicano | 1 0,43%           | [ 9 ] |

- Eleição de vice-presidente:

| Candidato          | Partido               | Grandes eleitores |
| ------------------ | --------------------- | ----------------- |
| Daniel D. Tompkins | Democrata-Republicano | 218 93,97%        |
| Richard Stockton   | ?                     | 8 3,45%           |
| Daniel Rodney      | ?                     | 4 1,72%           |
| Richard Rush       | ?                     | 1 0,43%           |
| Robert G. Harper   | ?                     | 1 0,43%           |

## 1824-1832
A partir de 1824, os eleitores votam nos "tickets": cada candidato a presidente apresenta-se com um candidato à vice-presidência como running mate.
1824
| Candidato a presidente | Candidato a vice-presidente | Partido               | Votos populares | Grandes eleitores | Ref    |
| ---------------------- | --------------------------- | --------------------- | --------------- | ----------------- | ------ |
| Andrew Jackson         | John Calhoun                | Democrata-Republicano | 153 544 43,13%  | 99 37,93%         | [ 10 ] |
| John Quincy Adams      | John Calhoun                | Democrata-Republicano | 108 740 30,54%  | 84 32,18%         | [ 10 ] |
| William Crawford       | Nathaniel Macon             | Democrata-Republicano | 46 618 13,09%   | 41 15,71%         | [ 10 ] |
| Henry Clay             | Nathon Sanford              | Democrata-Republicano | 47 136 13,24%   | 37 14,18%         | [ 10 ] |

1828
| Candidato a presidente | Candidato a vice-presidente | Partido               | Votos populares | Grandes eleitores | Ref    |
| ---------------------- | --------------------------- | --------------------- | --------------- | ----------------- | ------ |
| Andrew Jackson         | John Calhoun                | Democrata Jacksonista | 647 286 56,03%  | 178 68,2%         | [ 11 ] |
| John Quincy Adams      | Richard Rush                | Republicano-Nacional  | 508 064 43,97%  | 83 31,8%          | [ 11 ] |

1832
| Candidato a presidente | Candidato a vice-presidente | Partido                  | Votos populares | Grandes eleitores | Ref    |
| ---------------------- | --------------------------- | ------------------------ | --------------- | ----------------- | ------ |
| Andrew Jackson         | Martin Van Buren            | Democrata Jacksonista    | 701 780 54,54%  | 219 76,57%        | [ 12 ] |
| Henry Clay             | John Sergeant               | Republicano-Nacional     | 484 205 37,63%  | 49 17,13%         | [ 12 ] |
| John Floyd             | Henry Lee                   | indépendant              | _               | 11 3,85%          | [ 12 ] |
| William Wirt           | Amos Ellmaker               | Partido antifracs-maçons | 100 715 7,82%   | 7 2,45%           | [ 12 ] |

## 1836-1852
1836
| Candidato a presidente | Candidato a vice-presidente | Partido     | Votos populares | Grandes eleitores | Ref    |
| ---------------------- | --------------------------- | ----------- | --------------- | ----------------- | ------ |
| Martin Van Buren       | Richard Johnson             | Democrata   | 762 678 45,25%  | 170 57,82%        | [ 13 ] |
| William H. Harrison    | Francis Granger             | Whig        | 735 651 43,64%  | 73 24,83%         | [ 13 ] |
| Hugh L. White          | John Tyler                  | Whig        | 146 107 8,67%   | 26 8,84%          | [ 13 ] |
| Daniel Webster         | Francis Granger             | Whig        | 41 201 2,44%    | 14 4,76%          | [ 13 ] |
| Willie P. Mangurn      | John Tyler                  | indépendant | _               | 11 3,74%          | [ 13 ] |

1840
| Candidato a presidente | Candidato a vice-presidente | Partido                 | Votos populares  | Grandes eleitores | Ref    |
| ---------------------- | --------------------------- | ----------------------- | ---------------- | ----------------- | ------ |
| William H. Harrison    | John Tyler                  | Whig                    | 1 275 016 52,88% | 234 79,59%        | [ 14 ] |
| Martin Van Buren       | Richard Johnson             | Democrata               | 1 129 102 46,83% | 60 20,41%         | [ 14 ] |
| James G. Birney        | Thomas Earle                | Partido pour la liberté | 7 000 0,29%      | 0 0%              | [ 14 ] |

1844
| Candidato a presidente | Candidato a vice-presidente | Partido                 | Votos populares  | Grandes eleitores | Ref    |
| ---------------------- | --------------------------- | ----------------------- | ---------------- | ----------------- | ------ |
| James K. Polk          | George M. Dallas            | Democrata               | 1 337 243 49,55% | 170 61,82%        | [ 15 ] |
| Henry Clay             | Theodore Frelinghuysen      | Whig                    | 1 299 062 48,14% | 105 38,18%        | [ 15 ] |
| James G. Birney        | Thomas Morris               | Partido pour la liberté | 62 300 2,31%     | 0 0%              | [ 15 ] |

1848
| Candidato a presidente | Candidato a vice-presidente | Partido                  | Votos populares  | Grandes eleitores | Ref    |
| ---------------------- | --------------------------- | ------------------------ | ---------------- | ----------------- | ------ |
| Zachary Taylor         | Millard Fillmore            | Whig                     | 1 360 099 47,31% | 163 56,21%        | [ 16 ] |
| Lewis Cass             | William O. Butler           | Democrata                | 1 220 544 42,45% | 127 43,79%        | [ 16 ] |
| Martin Van Buren       | Charles F. Adams            | Free Soil                | 291 616 10,14%   | 0 0%              | [ 16 ] |
| Gerrit Smith           | Charles C. Foote            | Partido para a Liberdade | 2 733 0,1%       | 0 0%              | [ 16 ] |

1852
| Candidato a presidente | Candidato a vice-presidente | Partido   | Votos populares  | Grandes eleitores | Ref    |
| ---------------------- | --------------------------- | --------- | ---------------- | ----------------- | ------ |
| Franklin Pierce        | William R. King             | Democrata | 1 601 274 50,94% | 254 85,81%%       | [ 17 ] |
| Winfield Scott         | William A. Graham           | Whig      | 1 386 580 44,11% | 42 14,19%         | [ 17 ] |
| John P. Hale           | George W. Julian            | Free Soil | 155 825 4,96%    | 0 0%              | [ 17 ] |

## 1856-1860
1856
| Candidato a presidente | Candidato a vice-presidente | Partido          | Votos populares  | Grandes eleitores | Ref    |
| ---------------------- | --------------------------- | ---------------- | ---------------- | ----------------- | ------ |
| James Buchanan         | John C. Breckinridge        | Democrata        | 1 838 169 45,34% | 174 58,78%        | [ 18 ] |
| John C. Frémont        | William L. Dayton           | Republicano      | 1 341 264 33,08% | 114 38,51%        | [ 18 ] |
| Millard Fillmore       | Andrew J. Donelson          | Whig e Americano | 874 534 21,57%   | 8 2,7%            | [ 18 ] |

1860
| Candidato a presidente | Candidato a vice-presidente | Partido            | Votos populares  | Grandes eleitores | Ref    |
| ---------------------- | --------------------------- | ------------------ | ---------------- | ----------------- | ------ |
| Abraham Lincoln        | Hannibal Hamlin             | Republicano        | 1 865 908 39,83% | 180 59,41%        | [ 19 ] |
| John C. Breckinridge   | Joseph Lane                 | Democrata do sul   | 848 019 18,1%    | 72 23,76%         | [ 19 ] |
| John Bell              | Edward Everett              | Whig               | 590 901 12,61%   | 39 12,87%         | [ 19 ] |
| Stephen A. Douglas     | Herschel V. Johnson         | Democrata do norte | 1 380 202 29,46% | 12 3,96%          | [ 19 ] |

## 1864-1880
1864
| Candidato a presidente | Candidato a vice-presidente | Partido     | Votos populares  | Grandes eleitores | Ref    |
| ---------------------- | --------------------------- | ----------- | ---------------- | ----------------- | ------ |
| Abraham Lincoln        | Andrew Johnson              | Republicano | 2 218 388 55,03% | 212 90,99%        | [ 20 ] |
| George McClellan       | George H. Pendleton         | Democrata   | 1 812 807 44,97% | 21 9,01%          | [ 20 ] |

1868
| Candidato a presidente | Candidato a vice-presidente | Partido     | Votos populares  | Grandes eleitores | Ref    |
| ---------------------- | --------------------------- | ----------- | ---------------- | ----------------- | ------ |
| Ulysses S. Grant       | Schuyler Colfax             | Republicano | 3 012 833 52,71% | 214 72,79%        | [ 21 ] |
| Horatio Seymour        | Francis Preston Blair Jr.   | Democrata   | 2 703 249 47,29% | 80 27,21%         | [ 21 ] |

1872
| Candidato a presidente | Candidato a vice-presidente | Partido                  | Votos populares  | Grandes eleitores | Ref    |
| ---------------------- | --------------------------- | ------------------------ | ---------------- | ----------------- | ------ |
| Ulysses S. Grant       | Henry Wilson                | Republicano              | 3 597 132 55,62% | 286 81,25%        | [ 22 ] |
| Thomas A. Hendricks    | Benjamin G. Brown           | Democrata                | _                | 42 11,93%         | [ 22 ] |
| Benjamin G. Brown      | ?                           | Democrata                | _                | 18 5,11%          | [ 22 ] |
| Horace Greeley         | ?                           | Democrata                | 2 834 125 43,83% | 3 0,85%           | [ 22 ] |
| Charles J. Jerkins     | ?                           | Democrata                | _                | 2 0,57%           | [ 22 ] |
| David Davis            | ?                           | Democrata                | _                | 1 0,28%           | [ 22 ] |
| Charles O'Conor        | Charles Adams               | ?                        | 29 489 0,46%     | 0 0%              | [ 22 ] |
| James Black            | ?                           | Partido para a proibição | 5 608 0,09%      | 0 0%              | [ 22 ] |

1876
| Candidato a presidente | Candidato a vice-presidente | Partido                    | Votos populares  | Grandes eleitores | Ref    |
| ---------------------- | --------------------------- | -------------------------- | ---------------- | ----------------- | ------ |
| Rutherford B. Hayes    | William A. Wheeler          | Republicano                | 4 036 298 47,94% | 185 50,14%        | [ 23 ] |
| Samuel J. Tilden       | Thomas A. Hendricks         | Democrata                  | 4 300 590 51,08% | 184 49,86%        | [ 23 ] |
| Peter F. Cooper        | Samuel F. Cary              | Greenback                  | 75 973 0,9%      | 0 0%              | [ 23 ] |
| Green C. Smith         | Gideon T. Stewart           | Partido para a proibição   | 6 743 0,08%      | 0 0%              | [ 23 ] |
| James B. Walker        | Donald Kirkpatrick          | Partido nacional americano | 459 0,01%        | 0 0%              | [ 23 ] |

1880
| Candidato a presidente | Candidato a vice-presidente | Partido                    | Votos populares  | Grandes eleitores | Ref    |
| ---------------------- | --------------------------- | -------------------------- | ---------------- | ----------------- | ------ |
| James A. Garfield      | Chester A. Arthur           | Republicano                | 4 454 416 48,32% | 214 57,99%        | [ 24 ] |
| Winfield Scott Hancock | William H. English          | Democrata                  | 4 444 952 48,22% | 155 42,01%        | [ 24 ] |
| James B. Weaver        | Benjamin J. Chambers        | Greenback                  | 308 578 3,35%    | 0 0%              | [ 24 ] |
| Neal Dow               | Henry A. Thompson           | Partido para a proibição   | 10 305 0,11%     | 0 0%              | [ 24 ] |
| John W. Phelps         | Samuel C. Pomeroy           | Partido nacional americano | 700 0,01%        | 0 0%              | [ 24 ] |

## 1884-1892
1884
| Candidato a presidente | Candidato a vice-presidente | Partido                  | Votos populares  | Grandes eleitores | Ref    |
| ---------------------- | --------------------------- | ------------------------ | ---------------- | ----------------- | ------ |
| Grover Cleveland       | Thomas A. Hendricks         | Democrata                | 4 874 621 48,52% | 219 54,61%        | [ 25 ] |
| James G. Blaine        | John A. Logan               | Republicano              | 4 848 936 48,27% | 182 45,39%        | [ 25 ] |
| Benjamin F. Butler     | Absolom M. West             | Greenback                | 175 096 1,74%    | 0 0%              | [ 25 ] |
| John P. St. John       | William Daniel              | Partido para a proibição | 147 482 1,46%    | 0 0%              | [ 25 ] |

1888
| Candidato a presidente | Candidato a vice-presidente | Partido                  | Votos populares  | Grandes eleitores | Ref    |
| ---------------------- | --------------------------- | ------------------------ | ---------------- | ----------------- | ------ |
| Benjamin Harrison      | Levi P. Morton              | Republicano              | 5 443 892 47,84% | 233 58,1%         | [ 26 ] |
| Grover Cleveland       | Allen G. Thurman            | Democrata                | 5 534 488 48,64% | 168 41,9%         | [ 26 ] |
| Clinton B. Fisk        | John A. Brooks              | Partido para a proibição | 249 819 2,2%     | 0 0%              | [ 26 ] |
| Alson J. Streeter      | Charles E. Cunningham       | Union labor              | 146 602 1,29%    | 0 0%              | [ 26 ] |
| Robert H. Cowdery      | William H. T. Wakefield     | United labor             | 2 818 0,02%      | 0 0%              | [ 26 ] |
| James L. Curtis        | Peter D. Wigginton          | Americano                | 1 612 0,01%      | 0 0%              | [ 26 ] |

1892
| Candidato a presidente | Candidato a vice-presidente | Partido                  | Votos populares  | Grandes eleitores | Ref    |
| ---------------------- | --------------------------- | ------------------------ | ---------------- | ----------------- | ------ |
| Grover Cleveland       | Adlai E. Stevenson          | Democrata                | 5 553 898 46,04% | 277 62,39%        | [ 27 ] |
| Benjamin Harrison      | Whitelaw Reid               | Republicano              | 5 190 819 43,02% | 145 32,66%        | [ 27 ] |
| James B. Weaver        | James G. Field              | Populista                | 1 026 595 8,51%  | 22 4,95%          | [ 27 ] |
| John Bidwell           | James B. Cranfil            | Partido para a proibição | 270 879 2,25%    | 0 0%              | [ 27 ] |
| Simon Wing             | Charles H. Matchett         | Socialista               | 21 173 0,18%     | 0 0%              | [ 27 ] |

## 1896-1908
1896
| Candidato a presidente | Candidato a vice-presidente | Partido                  | Votos populares  | Grandes eleitores | Ref    |
| ---------------------- | --------------------------- | ------------------------ | ---------------- | ----------------- | ------ |
| William McKinley       | Garret A. Hobart            | Republicano              | 7 112 138 50,25% | 271 60,63%        | [ 28 ] |
| William J. Bryan       | Arthur Sewall               | Democrata                | 6 725 508 47,52% | 176 39,37%        | [ 28 ] |
| John M. Palmer         | Simon B. Buckner            | Democrata national       | 133 730 0,94%    | 0 0%              | [ 28 ] |
| Joshua Levering        | Hale Johnson                | Partido para a proibição | 125 088 0,88%    | 0 0%              | [ 28 ] |
| Charles H. Matchett    | Matthew Maguire             | Socialista               | 36 359 0,26%     | 0 0%              | [ 28 ] |
| Charles E. Bentley     | James Southgate             | Nacional                 | 19 391 0,14%     | 0 0%              | [ 28 ] |

1900
| Candidato a presidente | Candidato a vice-presidente | Partido                  | Votos populares  | Grandes eleitores | Ref    |
| ---------------------- | --------------------------- | ------------------------ | ---------------- | ----------------- | ------ |
| William McKinley       | Theodore Roosevelt          | Republicano              | 7 228 864 51,63% | 292 65,32%        | [ 29 ] |
| William J. Bryan       | Adlai E. Stevenson          | Democrata                | 6 370 932 45,5%  | 155 34,68%        | [ 29 ] |
| John G. Woolley        | Henry B. Metcalf            | Partido para a proibição | 210 864 1,51%    | 0 0%              | [ 29 ] |
| Eugene V. Debs         | Job Harriman                | Socialista               | 87 945 0,63%     | 0 0%              | [ 29 ] |
| Wharton Barker         | Ignatius Donnelly           | Populista                | 50 989 0,36%     | 0 0%              | [ 29 ] |
| Joseph F. Maloney      | Valentine Remmel            | Socialista               | 40 943 0,29%     | 0 0%              | [ 29 ] |
| Seth H. Ellis          | Samuel T. Nicholson         | União para a Reforma     | 5 696 0,04%      | 0 0%              | [ 29 ] |
| James F. Leonard       | David H. Martin             | Union chrétienne         | 5 500 0,04%      | 0 0%              | [ 29 ] |

1904
| Candidato a presidente | Candidato a vice-presidente | Partido                  | Votos populares  | Grandes eleitores | Ref    |
| ---------------------- | --------------------------- | ------------------------ | ---------------- | ----------------- | ------ |
| Theodore Roosevelt     | Charles W. Fairbanks        | Republicano              | 7 623 486 56,43% | 336 70,59%        | [ 30 ] |
| Alton B. Parker        | Henry G. Davis              | Democrata                | 5 077 911 37,58% | 140 29,41%        | [ 30 ] |
| Eugene V. Debs         | Benjamin Hanford            | Socialista               | 402 283 2,98%    | 0 0%              | [ 30 ] |
| Silas C. Swallow       | George W. Carroll           | Partido para a proibição | 258 536 1,91%    | 0 0%              | [ 30 ] |
| Thomas E. Watson       | Thomas H. Tibbles           | Populista                | 117 183 0,87%    | 0 0%              | [ 30 ] |
| Charles H. Corregan    | William W. Cox              | Socialista               | 31 249 0,23%     | 0 0%              | [ 30 ] |

1908
| Candidato a presidente | Candidato a vice-presidente | Partido                  | Votos populares  | Grandes eleitores | Ref    |
| ---------------------- | --------------------------- | ------------------------ | ---------------- | ----------------- | ------ |
| William H. Taft        | James S. Sherman            | Republicano              | 7 678 908 51,57% | 321 66,46%        | [ 31 ] |
| William J. Bryan       | John W. Kern                | Democrata                | 6 409 104 43,05% | 162 33,54%        | [ 31 ] |
| Eugene V. Debs         | Benjamin Hanford            | Socialista               | 420 793 2,83%    | 0 0%              | [ 31 ] |
| Eugene W. Chafin       | Aaron S. Watkins            | Partido para a proibição | 253 840 1,7%     | 0 0%              | [ 31 ] |
| Thomas L. Hisgen       | John T. Graves              | Partido da Independência | 82 872 0,56%     | 0 0%              | [ 31 ] |
| Thomas E. Watson       | Samuel Williams             | Populista                | 29 100 0,2%      | 0 0%              | [ 31 ] |
| August Gilhaus         | Donald L. Munro             | Socialista               | 14 021 0,09%     | 0 0%              | [ 31 ] |
| Daniel B. Turney       | Lorenzo S. Coffin           | Union chrétienne         | 400 0%           | 0 0%              | [ 31 ] |

## 1912-1916
1912
| Candidato a presidente | Candidato a vice-presidente | Partido                  | Votos populares  | Grandes eleitores | Ref    |
| ---------------------- | --------------------------- | ------------------------ | ---------------- | ----------------- | ------ |
| Woodrow Wilson         | Thomas R. Marshall          | Democrata                | 6 293 152 41,85% | 435 81,92%        | [ 32 ] |
| Theodore Roosevelt     | Hiram W. Johnson            | Progressista             | 4 119 207 27,39% | 88 16,57%         | [ 32 ] |
| William H. Taft        | Nicholas M. Butler          | Republicano              | 3 486 333 23,19% | 8 1,51%           | [ 32 ] |
| Eugene V. Debs         | Emil Seidel                 | Socialista               | 900 369 5,99%    | 0 0%              | [ 32 ] |
| Eugene W. Chafin       | Aaron S. Watkins            | Partido para a proibição | 207 972 1,38%    | 0 0%              | [ 32 ] |
| Arthur E. Reimer       | August Gilhaus              | Socialista               | 29 374 0,2%      | 0 0%              | [ 32 ] |

1916
| Candidato a presidente | Candidato a vice-presidente | Partido                  | Votos populares  | Grandes eleitores | Ref    |
| ---------------------- | --------------------------- | ------------------------ | ---------------- | ----------------- | ------ |
| Woodrow Wilson         | Thomas R. Marshall          | Democrata                | 9 129 606 49,38% | 277 52,17%        | [ 33 ] |
| Charles E. Hughes      | Charles W. Fairbanks        | Republicano              | 8 538 221 46,18% | 254 47,83%        | [ 33 ] |
| Allan L. Benson        | George R. Kirkpatrick       | Socialista               | 585 113 3,16%    | 0 0%              | [ 33 ] |
| James F. Hanly         | Ira Landrith                | Partido para a proibição | 221 030 1,2%     | 0 0%              | [ 33 ] |
| Arthur E. Reimer       | Caleb Harrison              | Partido para a proibição | 15 284 0,08%     | 0 0%              | [ 33 ] |

## 1920-1928
1920
| Candidato a presidente | Candidato a vice-presidente | Partido                                | Votos populares   | Grandes eleitores | Ref    |
| ---------------------- | --------------------------- | -------------------------------------- | ----------------- | ----------------- | ------ |
| Warren G. Harding      | Calvin Coolidge             | Republicano                            | 16 152 200 60,36% | 404 76,08%        | [ 34 ] |
| James M. Cox           | Franklin D. Roosevelt       | Democrata                              | 9 147 353 34,19%  | 127 23,92%        | [ 34 ] |
| Eugene V. Debs         | Seymour Stedman             | Socialista                             | 919 799 3,44%     | 0 0%              | [ 34 ] |
| Parley P. Christensen  | Max S. Hayes                | Partido dos Agricultores (Trabalhista) | 265 229 0,99%     | 0 0%              | [ 34 ] |
| Aaron S. Watkins       | David L. Colvin             | Partido para a proibição               | 189 339 0,71%     | 0 0%              | [ 34 ] |
| James E. Ferguson      | William J. Hough            | Americano                              | 47 968 0,18%      | 0 0%              | [ 34 ] |
| William W. Cox         | August Gilhaus              | Socialista                             | 30 368 0,11%      | 0 0%              | [ 34 ] |
| Robert C. Macauley     | Richard C. Barnum           | Single Tax                             | 5 690 0,02%       | 0 0%              | [ 34 ] |

1924
| Candidato a presidente | Candidato a vice-presidente | Partido      | Votos populares   | Grandes eleitores | Ref    |
| ---------------------- | --------------------------- | ------------ | ----------------- | ----------------- | ------ |
| Calvin Coolidge        | Charles G. Dawes            | Republicano  | 15 725 016 54,35% | 382 71,94%        | [ 35 ] |
| John W. Davis          | Charles W. Bryan            | Democrata    | 8 386 503 28,98%  | 136 25,61%        | [ 35 ] |
| Robert M. La Follette  | Burton K. Wheeler           | Progressista | 4 822 856 16,67%  | 13 2,45%          | [ 35 ] |

1928
| Candidato a presidente | Candidato a vice-presidente | Partido     | Votos populares   | Grandes eleitores | Ref    |
| ---------------------- | --------------------------- | ----------- | ----------------- | ----------------- | ------ |
| Herbert C. Hoover      | Charles Curtis              | Republicano | 21 391 381 58,33% | 444 83,62%        | [ 36 ] |
| Alfred E. Smith        | Joseph T. Robinson          | Democrata   | 15 016 443 40,95% | 87 16,38%         | [ 36 ] |
| Norman Thomas          | ?                           | Socialista  | 265 583 0,72%     | 0 0%              | [ 36 ] |

## 1932-1948
1932
| Candidato a presidente | Candidato a vice-presidente | Partido                  | Votos populares   | Grandes eleitores | Ref    |
| ---------------------- | --------------------------- | ------------------------ | ----------------- | ----------------- | ------ |
| Franklin D. Roosevelt  | John N. Garner              | Democrata                | 22 821 857 57,55% | 472 88,89%        | [ 37 ] |
| Herbert C. Hoover      | Charles Curtis              | Republicano              | 15 761 841 39,75% | 59 11,11%         | [ 37 ] |
| Norman Thomas          | James H. Maurer             | Socialista               | 884 781 2,23%     | 0 0%              | [ 37 ] |
| William Z. Foster      | James W. Ford               | Comunista                | 103 253 0,26%     | 0 0%              | [ 37 ] |
| William D. Upshaw      | ?                           | Partido para a proibição | 81 872 0,21%      | 0 0%              | [ 37 ] |

1936
| Candidato a presidente | Candidato a vice-presidente | Partido                  | Votos populares   | Grandes eleitores | Ref    |
| ---------------------- | --------------------------- | ------------------------ | ----------------- | ----------------- | ------ |
| Franklin D. Roosevelt  | John N. Garner              | Democrata                | 27 751 597 60,82% | 523 98,49%        | [ 38 ] |
| Alfred M. Landon       | William F. Knox             | Republicano              | 16 679 583 36,55% | 8 1,51%           | [ 38 ] |
| William Lemke          | Thomas C. O'Brien           | Union                    | 892 267 1,96%     | 0 0%              | [ 38 ] |
| Norman Thomas          | George A. Nelson            | Socialista               | 187 833 0,41%     | 0 0%              | [ 38 ] |
| Earl Browder           | James W. Ford               | Comunista                | 80 171 0,18%      | 0 0%              | [ 38 ] |
| D. Leigh Colvin        | Claude A. Watson            | Partido para a proibição | 37 677 0,08%      | 0 0%              | [ 38 ] |

1940
| Candidato a presidente | Candidato a vice-presidente | Partido     | Votos populares   | Grandes eleitores | Ref    |
| ---------------------- | --------------------------- | ----------- | ----------------- | ----------------- | ------ |
| Franklin D. Roosevelt  | Henry A. Wallace            | Democrata   | 27 244 160 54,86% | 449 84,56%        | [ 39 ] |
| Wendell Willkie        | Charles L. McNary           | Republicano | 22 305 198 44,91% | 82 15,44%         | [ 39 ] |
| Norman Thomas          | Maynard C. Krueger          | Socialista  | 116 410 0,23%     | 0 0%              | [ 39 ] |

1944
| Candidato a presidente | Candidato a vice-presidente | Partido     | Votos populares  | Grandes eleitores | Ref    |
| ---------------------- | --------------------------- | ----------- | ---------------- | ----------------- | ------ |
| Franklin D. Roosevelt  | Harry S. Truman             | Democrata   | 25 602 504 53,4% | %                 | [ 40 ] |
| Thomas E. Dewey        | John W. Bricker             | Republicano | 22 006 285 45,9% | %                 | [ 40 ] |
| Outros                 | ?                           | ?           | ? 0,7%           | 0 0%              | [ 40 ] |

1948
| Candidato a presidente | Candidato a vice-presidente | Partido          | Votos populares   | Grandes eleitores | Ref    |
| ---------------------- | --------------------------- | ---------------- | ----------------- | ----------------- | ------ |
| Harry S. Truman        | Alben W. Barkley            | Democrata        | 24 105 695 49,66% | 303 57,06%        | [ 41 ] |
| Thomas E. Dewey        | Earl Warren                 | Republicano      | 21 969 170 45,26% | 189 35,59%        | [ 41 ] |
| Strom Thurmond         | Fielding L. Wright          | Democrata do sul | 1 169 021 2,41%   | 39 7,34%          | [ 41 ] |
| Henry A. Wallace       | Glenn H. Taylor             | Progressista     | 1 157 172 2,38%   | 0 0%              | [ 41 ] |
| Norman Thomas          | Tucker P. Smith             | Socialista       | 139 578 0,29%     | 0 0%              | [ 41 ] |

## 1952-1956
1952
| Candidato a presidente | Candidato a vice-presidente | Partido     | Votos populares   | Grandes eleitores | Ref    |
| ---------------------- | --------------------------- | ----------- | ----------------- | ----------------- | ------ |
| Dwight D. Eisenhower   | Richard Nixon               | Republicano | 33 778 963 55,29% | 442 83,24%        | [ 42 ] |
| Adlai E. Stevenson     | John J. Sparkman            | Democrata   | 27 314 992 44,71% | 89 16,76%         | [ 42 ] |

1956
| Candidato a presidente | Candidato a vice-presidente | Partido     | Votos populares   | Grandes eleitores | Ref    |
| ---------------------- | --------------------------- | ----------- | ----------------- | ----------------- | ------ |
| Dwight D. Eisenhower   | Richard Nixon               | Republicano | 35 581 003 57,92% | 457 86,06%        | [ 43 ] |
| Adlai E. Stevenson     | Estes Kefauver              | Democrata   | 25 738 765 41,9%  | 73 13,75%         | [ 43 ] |
| Walter B. Jones        | Herman Talmadge             | Democrata   | _                 | 1 0,19%           | [ 43 ] |
| Coleman Andrews        | ?                           | ?           | 107 929 0,18%     | 0 0%              | [ 43 ] |

## 1960-1964
1960
| Candidato a presidente | Candidato a vice-presidente | Partido     | Votos populares   | Grandes eleitores | Ref    |
| ---------------------- | --------------------------- | ----------- | ----------------- | ----------------- | ------ |
| John F. Kennedy        | Lyndon B. Johnson           | Democrata   | 34 226 731 49,72% | 303 56,42%        | [ 44 ] |
| Richard Nixon          | Henry C. Lodge              | Republicano | 34 108 157 49,55% | 219 40,78%        | [ 44 ] |
| Harry F. Byrd          | Strom Thurmond              | ?           | 116 248 0,17%     | 15 2,79%          | [ 44 ] |
| Outros                 | ?                           | ?           | ? 0,56%           | 0 0%              | [ 44 ] |

1964
| Candidato a presidente | Candidato a vice-presidente | Partido     | Votos populares  | Grandes eleitores | Ref    |
| ---------------------- | --------------------------- | ----------- | ---------------- | ----------------- | ------ |
| Lyndon B. Johnson      | Hubert H. Humphrey          | Democrata   | 42 825 463 60,9% | 486 90,33%        | [ 45 ] |
| Barry Goldwater        | William E. Miller           | Republicano | 27 146 969 38,6% | 52 9,67%          | [ 45 ] |
| Outros                 | ?                           | ?           | ? 0,5%           | 0 0%              | [ 45 ] |

## 1968-1972
1968
| Candidato a presidente | Candidato a vice-presidente | Partido          | Votos populares  | Grandes eleitores | Ref    |
| ---------------------- | --------------------------- | ---------------- | ---------------- | ----------------- | ------ |
| Richard Nixon          | Spiro Agnew                 | Republicano      | 31 710 470 43,2% | 301 55,95%        | [ 46 ] |
| Hubert H. Humphrey     | Edmund Muskie               | Democrata        | 30 898 055 42%   | 191 35,5%         | [ 46 ] |
| George C. Wallace      | Curtis E. LeMay             | Democrata do Sul | 9 906 473 13,5%  | 46 8,55%          | [ 46 ] |
| Outros                 | ?                           | ?                | ? 1,3%           | 0 0%              | [ 46 ] |

1972
| Candidato a presidente | Candidato a vice-presidente | Partido                | Votos populares   | Grandes eleitores | Ref    |
| ---------------------- | --------------------------- | ---------------------- | ----------------- | ----------------- | ------ |
| Richard Nixon          | Spiro Agnew                 | Republicano            | 46 740 323 60,9%  | 520 96,65%        | [ 47 ] |
| George S. McGovern     | Robert S. Shriver           | Democrata              | 28 901 598 37,66% | 17 3,16%          | [ 47 ] |
| John G. Hospers        | Theodora Nathan             | Libertário             | 3 676 0%          | 1 0,19%           | [ 47 ] |
| John G. Schmitz        | Thomas J. Anderson          | Independente Americano | 1 099 482 1,43%   | 0 0%              | [ 47 ] |

## 1976-1988
1976
| Candidato a presidente | Candidato a vice-presidente | Partido          | Votos populares   | Grandes eleitores | Ref    |
| ---------------------- | --------------------------- | ---------------- | ----------------- | ----------------- | ------ |
| Jimmy Carter           | Walter Mondale              | Democrata        | 40 825 839 50,05% | 297 55,2%         | [ 48 ] |
| Gerald Ford            | ?                           | Republicano      | ? 48,4%           | 240 44,61%        | [ 48 ] |
| Eugene J. McCarthy     | ?                           | ?                | 756 691 0,93%     | 0 0%              | [ 48 ] |
| Roger MacBride         | David Bergland              | Libertário       | 173 011 0,21%     | 0 0%              | [ 48 ] |
| Lester Maddox          | William D. Dyke             | Democrata do Sul | 170 531 0,21%     | 0 0%              | [ 48 ] |
| Thomas J. Anderson     | Rufus Shackelford           | Americano        | 160 773 0,2%      | 0 0%              | [ 48 ] |

1980
| Candidato a presidente | Candidato a vice-presidente | Partido     | Votos populares   | Grandes eleitores | Ref    |
| ---------------------- | --------------------------- | ----------- | ----------------- | ----------------- | ------ |
| Ronald Reagan          | George H. W. Bush           | Republicano | 43 901 812 50,89% | 489 90,89%        | [ 49 ] |
| Jimmy Carter           | Walter Mondale              | Democrata   | 35 483 820 41,14% | 49 9,11%          | [ 49 ] |
| John B. Anderson       | Patrick J. Lucey            | ?           | 5 720 437 6,63%   | 0 0%              | [ 49 ] |
| Ed Clark               | David H. Koch               | Libertário  | 921 299 1,07%     | 0 0%              | [ 49 ] |
| Barry Commoner         | La Donna Harris             | Citizen     | 234 294 0,27%     | 0 0%              | [ 49 ] |

1984
| Candidato a presidente | Candidato a vice-presidente | Partido     | Votos populares   | Grandes eleitores | Ref    |
| ---------------------- | --------------------------- | ----------- | ----------------- | ----------------- | ------ |
| Ronald Reagan          | George H. W. Bush           | Republicano | 54 455 472 58,97% | 525 97,58%        | [ 50 ] |
| Walter Mondale         | Geraldine Ferraro           | Democrata   | 37 577 352 40,69% | 13 2,42%          | [ 50 ] |
| David Bergland         | Jim Lewis                   | Libertário  | 228 705 0,25%     | 0 0%              | [ 50 ] |
| Lyndon LaRouche        | Billy Davis                 | ?           | 78 807 0,09%      | 0 0%              | [ 50 ] |

1988
| Candidato a presidente | Candidato a vice-presidente | Partido      | Votos populares   | Grandes eleitores | Ref    |
| ---------------------- | --------------------------- | ------------ | ----------------- | ----------------- | ------ |
| George H. W. Bush      | Dan Quayle                  | Republicano  | 48 882 808 53,52% | 426 79,18%        | [ 51 ] |
| Michael Dukakis        | Lloyd Bentsen               | Democrata    | 41 807 430 45,77% | 111 20,63%        | [ 51 ] |
| Lloyd Bentsen          | Michael Dukakis             | Democrata    | _                 | 1 0,19%           | [ 51 ] |
| Ron Paul               | Andre V. Marrou             | Libertário   | 432 179 0,47%     | 0 0%              | [ 51 ] |
| Lenora Fulani          | ?                           | Nova Aliança | 217 219 0,24%     | 0 0%              | [ 51 ] |

## 1992-1996
1992
| Candidato a presidente | Candidato a vice-presidente | Partido      | Votos populares   | Grandes eleitores | Ref    |
| ---------------------- | --------------------------- | ------------ | ----------------- | ----------------- | ------ |
| William J. Clinton     | Al Gore                     | Democrata    | 44 908 254 42,93% | 370 68,77%        | [ 52 ] |
| George H. W. Bush      | James D. Quayle             | Republicano  | 39 102 343 37,38% | 168 31,23%        | [ 52 ] |
| Ross Perot             | James B. Stockdale          | ?            | 19 741 065 18,87% | 0 0%              | [ 52 ] |
| Andre V. Marrou        | Nancy Lord                  | Libertário   | 291 627 0,28%     | 0 0%              | [ 52 ] |
| James Gritz            | Cy Minett                   | Populista    | 107 014 0,1%      | 0 0%              | [ 52 ] |
| Lenora B. Fulani       | Maria E. Munoz              | Nova Aliança | 73 714 0,07%      | 0 0%              | [ 52 ] |
| Outros                 | ?                           | ?            | ? 0,34%           | 0 0%              | [ 52 ] |

1996
| Candidato a presidente | Candidato a vice-presidente | Partido                   | Votos populares   | Grandes eleitores | Ref    |
| ---------------------- | --------------------------- | ------------------------- | ----------------- | ----------------- | ------ |
| William J. Clinton     | Al Gore                     | Democrata                 | 47 402 357 49,24% | 379 70,45%        | [ 53 ] |
| Robert J. Dole         | Jack F. Kemp                | Republicano               | 39 198 755 40,71% | 159 29,55%        | [ 53 ] |
| Ross Perot             | Pat Choate                  | Reformador                | 8 085 402 8,4%    | 0 0%              | [ 53 ] |
| Ralph Nader            | Winona LaDuke               | Verde                     | 685 128 0,71%     | 0 0%              | [ 53 ] |
| Harold Browne          | Joanna Jorgensen            | Libertário                | 485 798 0,5%      | 0 0%              | [ 53 ] |
| Howard Phillips        | Herb Titus                  | Partido dos Contribuintes | 184 820 0,19%     | 0 0%              | [ 53 ] |
| John Hagelin           | Michael Tompkins            | Partido da Lei Natural    | 113 670 0,12%     | 0 0%              | [ 53 ] |
| Outros                 | ?                           | ?                         | ? 0,13%           | 0 0%              | [ 53 ] |

## 2000-2004
2000
| Candidato a presidente | Candidato a vice-presidente | Partido            | Votos populares   | Grandes eleitores | Ref    |
| ---------------------- | --------------------------- | ------------------ | ----------------- | ----------------- | ------ |
| George W. Bush         | Richard B. Cheney           | Republicano        | 50 456 002 47,89% | 271 50,37%        | [ 54 ] |
| Al Gore                | Joe Lieberman               | Democrata          | 50 999 897 49,44% | 266 48,41%        | [ 54 ] |
| Ralph Nader            | Winona LaDuke               | Verde              | 2 882 955 2,74%   | 0 0%              | [ 54 ] |
| Patrick Buchanan       | Ezola Broussard Foster      | Reformador         | 449 895 0,43%     | 0 0%              | [ 54 ] |
| Harry Browne           | Art Olivier                 | Libertário         | 384 431 0,36%     | 0 0%              | [ 54 ] |
| Howard Phillips        | Curtis Frazier              | Constitucionalista | 98 020 0,09%      | 0 0%              | [ 54 ] |
| John Hagelin           | Nat Goldhaber               | Lei Natural        | 83 714 0,08%      | 0 0%              | [ 54 ] |

2004
| Candidato a presidente | Candidato a vice-presidente | Partido            | Votos populares   | Grandes eleitores | Ref    |
| ---------------------- | --------------------------- | ------------------ | ----------------- | ----------------- | ------ |
| George W. Bush         | Richard B. Cheney           | Republicano        | 62 040 606 50,77% | 286 53,16%        | [ 55 ] |
| John Kerry             | John Edwards                | Democrata          | 59 028 109 48,31% | 251 46,65%        | [ 55 ] |
| John Edwards           | John Kerry                  | Democrata          | _                 | 1 0,19%           | [ 55 ] |
| Ralph Nader            | Peter Camejo                | Reformador         | 463 647 0,38%     | 0 0%              | [ 55 ] |
| Michael Badnarik       | Richard Campagna            | Libertário         | 397 231 0,33%     | 0 0%              | [ 55 ] |
| Michael Peroutka       | Chuck Baldwin               | Constitucionalista | 144 489 0,12%     | 0 0%              | [ 55 ] |
| David Cobb             | Patricia LaMarche           | Verde              | 119 859 0,1%      | 0 0%              | [ 55 ] |